# بورخا باردو كاليرو
بورخا باردو كاليرو (بالإسبانية: Borja Pardo)‏ هو لاعب كرة قدم إسباني، ولد في 30 يناير 1979 في مدريد في إسبانيا.

## وصلات خارجية
- بورخا باردو كاليرو على موقع Paralympic.org (الإنجليزية)
- بورخا باردو كاليرو على موقع اللجنة البارالمبية الإسبانية (الإسبانية)